# Phanxicô Trần Văn Trung
Phanxicô Trần Văn Trung hay Nguyễn Văn Trung là một cai đội trong biên chế quân đội của Nhà Nguyễn theo đạo Công giáo, tử vì đạo dưới triều vua Tự Đức, được Giáo hội Công giáo Rôma phong Hiển Thánh vào năm 1988. 
Ông sinh năm 1825 tại làng Phan Xá, xã Triệu Đại, huyện Triệu Phong, tỉnh Quảng Trị, thuộc Tổng Giáo phận Huế, mồ côi cha sớm, lấy vợ sinh được bốn người con. Trong một cuộc khảo thí, mười một đồng ngũ chỉ trừ cai đội Trung hối lộ quan để được trúng tuyển. Nhưng các quan chia tiền hối lộ không đều xảy ra cãi vã đến tai vua Tự Đức nên cả mười hai cai đội đều bị tù. Năm 1859, quân Pháp tấn công Đà Nẵng. Vua Tự Đức cho các tù nhân tòng quân diệt giặc nhưng còn nghi ngờ lòng trung thành của binh lính có đạo nên bắt họ dâng hương và chà đạp Thánh Giá. Cai đội Trung không chịu nên bị tống ngục và chịu thi hành án vào sáng ngày 6 tháng 10 năm 1858 tại pháp trường gần chợ An Hòa nhưng các quan bất đồng ý kiến cho rằng nếu xử đội Trung có thể giúp quân Pháp có lý do chính đáng tấn công vì thế cho đình chỉ thi hành án để tấu trình. Đến tôi, vua Tự Đức duyệt y án trảm quyết. Thi hài được an táng trong nhà thờ họ Dương Sơn.